# Courtenay Pole
Sir Courtenay Pole, 2. Baronet (* vor 17. Februar 1619; † um 10. April 1695) war ein englischer Adliger, Militär und Politiker, der einmal als Abgeordneter für das House of Commons gewählt wurde.

## Herkunft
Courtenay Pole entstammte der Familie Pole, die spätestens seit dem 15. Jahrhundert zur Gentry von Devon gehörte. Er wurde am 17. Februar 1619 als zweiter Sohn von John Pole und dessen Frau Elizabeth How getauft. Er studierte 1635 am Lincoln’s Inn in London.

## Militär im Englischen Bürgerkrieg
Während des Englischen Bürgerkriegs ab 1642 schlossen sich Courtenay und sein älterer Bruder William den königlichen Truppen an, obwohl die Familie Pole puritanisch geprägt war und ihr Vater auf der Seite des Parlaments kämpfte. Dies führte dazu, dass Shute House, ein Gut der Familie, bei einem Ausfall der parlamentarischen Garnison von Lyme geplündert und schwer beschädigt wurde. Der Schaden soll £ 5000 betragen haben. Im Gegenzug zerstörten royalistische Truppen 1644 Colcombe Castle, den Sitz ihres Vaters. Courtenay Pole selbst kämpfte ab 1643 als Hauptmann im Regiment von Sir John Hele, bis dieser 1646 in Exeter kapitulierte. Nachdem der Bürgerkrieg zugunsten des Parlaments entschieden war, wurde Pole als landloser jüngerer Sohn zur Zahlung einer relativ geringen Strafe von £ 20 verurteilt. Während sich sein Vater nach dem Bürgerkrieg in die Nähe von London zurückzog, übernahm Pole anscheinend nach dem Tod seines älteren Bruders Anfang 1649 die Verwaltung der Familiengüter in Devon. Beim Tod seines Vaters 1658 erbte er dessen Besitzungen und den Adelstitel Baronet, of Shute House in the County of Devon, der diesem 1628 verliehen worden war.

## Politiker während der Stuart-Restauration
Nach der Stuart-Restauration wurde Pole im Juli 1660 Friedensrichter in Devon und 1661 Friedensrichter in Dorset. Ab Juli 1660 war er dazu Deputy Lieutenant von Devon. Bei der Unterhauswahl 1661 konnte er sich im Borough Honiton gegen Sir William Waller, den Kandidaten von Sir William Courtenay durchsetzen. Im sogenannten Cavalalier Parliament, das in mehreren Sitzungsperioden insgesamt siebzehn Jahre lang tagte, war Pole ein aktiver Abgeordneter, der sich nicht nur für die Interessen von Honiton, dem damaligen Zentrum der Spitzenherstellung in England einsetzte. Vor allem setzte er die Einführung einer Herdsteuer durch, die schließlich auch vom House of Lords genehmigt wurde. Aufgrund dieser unpopulären Steuer wurde er als Sir Chimney Pool (englisch Chimney für Schornstein) verspottet. Trotz dieser Dienste für die Hofpartei wurde Pole mit keinen Ämtern belohnt. Dazu kam es zu zahlreichen Prozessen und Streitigkeiten in seinen irischen Besitzungen im County Meath, die sein Vater erworben hatte. Da er letztlich nur geringe Unterstützung durch die englische Verwaltung unter dem Lord Lieutenant James Butler, 1. Duke of Ormonde erhielt, tauschte er schließlich die Güter in Irland gegen Besitzungen in England, wobei deren Wert wesentlich geringer war. Dennoch unterstützte er weiterhin regelmäßig die Hofpartei, wofür ihm schließlich insgeheim eine außergewöhnlich großzügige Pension gezahlt wurde. Als reicher Grundbesitzer konnte er in den 1670er Jahren einen großen Teil des Guts von Shute in einen Jagdpark umwandeln. Bei der Unterhauswahl im Februar 1679 und bei den folgenden Wahlen kandidierte er offenbar nicht, angeblich weil er befürchtete, dass er in keinen Ort, wo es Schornsteine gab, gewählt wurde. Er stand jedoch weiter in der Gunst von König Karl II. Zwar war er seit 1674 nicht mehr Friedensrichter in Dorset, doch er blieb weiterhin in mehreren lokalen Ausschüssen tätig. Von 1681 bis 1682 diente er als Sheriff von Devon, wo er in diesem Amt rigoros die Anordnungen der Regierung umsetzte. Bei der Unterhauswahl 1685 wurde sein ältester Sohn John Pole als Abgeordneter für Lyme Regis gewählt. Im selben Jahr wurde Pole Recorder von Honiton.

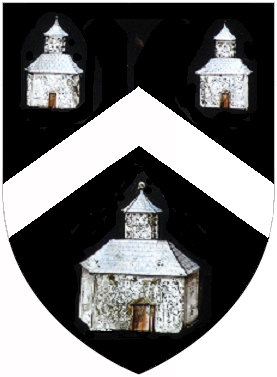
Wappen der Familie Shapcott in der Kirche von Shute, das an die Hochzeit von Courtenay Pole mit Ureth Shapcote erinnert

## Letzte Jahre und Tod
Während der Herrschaft von Jakob II. ab 1685 lehnte er die Aufhebung der Penal Laws und der Testakte ab. Wahrscheinlich deshalb wurde er 1687 als Recorder und im Juli 1688 als Friedensrichter abgesetzt. Daraufhin verlieh er während der Glorious Revolution kostenlos seine Pferde an die Truppen von Wilhelm von Oranien, die in Devon gelandet waren. Danach zog er sich als alter und kranker Mann weitgehend aus der Politik zurück. Er wurde am 13. April 1695 in der Kirche von Shute beigesetzt.

## Familie und Nachkommen
Pole hatte vor 1649 Ureth (auch Urith) Shapcote, eine Tochter des Anwalts Thomas Shapcote aus Exeter geheiratet. Sie brachte ein Mitgift von £ 4000 mit in die Ehe. Mit ihr hatte er mehrere Kinder, darunter
- Penelope Pole (nach 1649–vor 1686) ⚭ Francis Robartes
- Sir John Pole, 3. Baronet (1649–1708)
- Jane Pole (um 1654–1710) ⚭ Sir Coplestone Bamfylde, 2. Baronet